# Ester Enrich Coma
Ester Enrich Coma (Castellnou d'Oluges, 28 d'octubre de 1986) és una escriptora catalana.
Diplomada en Educació Social per la Universitat Autònoma de Barcelona, ha cursat dos postgraus sobre el Control Preventiu del Deteriorament Cognitiu, el màster Dificultats de l'Aprenentatge, l'Itinerari de Novel·la a l'Escola d'Escriptura de l'Ateneu Barcelonès i Escriptura d'exploració personal al Laboratori de lletres.
El 2020 va rebre el XV Premi Literari 7 lletres. I des del 2021 és professora a l'Escola d'Escriptura de l'Ateneu Barcelonès, a l'Escola de lletres i a la Biblioteca Pública de Tarragona.

## Publicacions
Llibres de contes
- Valentes i lliures.[5] Oníric, 2019.
- Pells.[1] Pagès Editors, 2021.

Poemari
- L'essència en tres versos. Oníric, 2020.